# In the Dark (podcast)
In the Dark (tạm dịch: Trong bóng tối) là một podcast sản xuất bởi American Public Media. Chủ đạo và dẫn chương trình bởi Madeleine Baran, và sản xuất bởi Samara Freemark, loạt podcast này sử dụng báo chí điều tra và báo cáo chuyên sâu từ APM Reports, đơn vị báo cáo và tài liệu của APM. Mùa đầu tiên với 10 tập xoay quanh vụ bắt cóc và giết người của Jacob Wetterling, được phát hành vào mùa thu năm 2016. Mùa 2, với các tập trải dài từ tháng 5 năm 2018 đến tháng 1 năm 2020, tìm hiển vụ án xoay quanh Curtis Flowers, người đã bị xét xử 6 lần cho một vụ án mạng bốn người năm 1996.

## Tổng quan

### Mùa 1
Mùa 1 của In the Dark xoay quanh vụ án mạng của Jacob Wetterling, một câu bé 11 tuổi từ St. Joseph, Minnesota, bị bắt cóc và giết hại vào đêm ngày 22 tháng 10 năm 1989. Vụ án Wetterling kéo dài hơn 27 năm mà không có lời giải cho đến khi thi thể của cậu được tìm thấy ở một đồng cỏ tại gần Paynesville, Minnesota ngày 1 tháng 9 năm 2016. Địa điểm được tiết lộ bởi Danny Heinrich, một kẻ tình nghi trong vụ bắt cóc một bé trai khác, Jared Scheierl, ở thị trấn Cold Spring gần đó. Ngày 6 tháng 9 năm 2016, Heinrich thú nhận đã bắt cóc và giết hại Wetterling cũng như bắt cóc và xâm hại tình dục Scheierl. Ngày 21 tháng 11 năm 2016, Heinrich bị tuyên án 20 năm tù vì tội danh liên bang khiêu dâm trẻ em.
Mùa 1 đã được sản xuất trong 9 tháng và trong giai đoạn cuối cùng, dự kiến sẽ khởi chiếu vào ngày 13 tháng 9 năm 2016, khi mà thi thể của Wetterling được tìm thấy và Heinrich thú tội. Diễn tiến mới này, nằm ngoài dự tính của dẫn chương trình Madeleine Baran và đội ngũ APM Reports, khiến họ phải chỉnh sửa và ghi âm lại hai tập đầu (tập đầu tiên đã hoàn thành) và dời lịch chiếu sang ngày 7 thág 9, một ngày sau khi Heinrich xuất hiện trước tòa.
Không giống như nhiều podcast tội phạm khác, đội ngũ báo cáo đằng sau In the Dark không tập trung vào thủ phạm của vụ bắt cóc Jacob Wetterling mà là vào quá trình điều tra vụ án và ảnh hưởng của nó lên cộng đồng. Họ đặt câu hỏi về những sai lầm cơ bản trong cuộc điều tra Wetterling, đặc biệt việc Văn phòng Cảnh sát trưởng Quận Stearns còn điều tra nhiều vụ bắt cóc tương tự khác. (Sự thiếu minh bạch của cơ quan góp phần làm nên tên gọi cho series này). Những tác động khác của vụ án cũng được xem xét, bao gồm ảnh hưởng lên gia đình và bạn bè của Jacob (cha mẹ Jacob, Jerry và Patty Wetterling, xuất hiện nhiều lần); ảnh hưởng của nó lên khu vực Quân Stearns và ý nghĩa toàn quốc, bao gồm việc thiết lập một bộ luật liên bang, được đặt tên theo Jacob, yêu cầu các bang thi hành và đóng góp vào một danh sách theo dõi các tội phạm tình dục và liên quan đến trẻ em. Madeleine Baran nói trong bài phỏng vấn với tạp chí Esquire rằng, In the Dark, khác với những podcast hình sự khác như Serial, "Chúng tôi [APM Reports] không coi mình là thám tử trong vụ án này. Chúng tôi điều tra vụ điều tra."

### Mùa 2
Mùa 2 của In the Dark nói về vụ án xoay quanh Curtis Flowers, bị buộc tội bắn chết bốn người trong Tardy Furniture, một cửa hàng tại Winona, Mississippi vào tháng 7 nằm 1996. Flowers, người từng làm việc tại Tardy Furniture trong vài ngày và vẫn luôn cho là mình vô tội, đã bị xét xử cho vụ án mạng sáu lần bởi Ủy viên công tố quận Doug Evans. Năm lần đầu, hoặc bồi thẩm đoàn không đưa ra phán quyết, hoặc anh kháng án thành công với. Phiên tòa thứ sáu, diễn ra năm 2010, tuyên án Flowers với bốn tội danh giết người, nhưng Tòa án Tối cao Hoa Kỳ yêu cầu xem xét lại sự phân biệt chủng tộc trong việc lựa chọn bồi thẩm đoàn. Sau khi Tòa án Tối cao Mississippi quyết định giữ nguyên phán quyết cho Flowers với số phiếu thuận 5-4, Flowers lại đệ đơn lên Tòa án Tối cao Hoa Kỳ, và được chấp nhận nghe tranh luận miệng cho bản kháng án vào tháng 3 năm 2019. Tòa án Tối cao Hoa Kỳ ra phán quyết vào ngày 21 tháng 6 năm 2019, với 7 phiếu thuận và 2 phiếu chống, đảo ngược bản án của anh và đưa vụ án xuống tòa án thấp hơn. Flowers được xóa án tử hình tháng 9 cùng năm, và được tại ngoại vào tháng 12 năm 2019, chờ phiên tòa thứ 7. Ngày 6 tháng 1 năm 2020, Ủy viên công tố quận Doug Evans xin rút khỏi vụ án, nhường lại cho văn phòng chưởng lý Mississippi.
Cũng như mùa đầu tiên, In the Dark mùa 2 (bắt đầu với một e-mail cho APM Reports, dẫn đến cuộc điều tra dài gần một năm) đi từ vụ án mạng mà Flowers bị cáo buộc và tuyên án đến hành vi của văn phòng biện lý quận trong Tòa án lưu động bang Mississippi. Hai nhân vật chính của văn phòng biện lý quận được điều tra là, D.A. Doug Evans (người truy tố Flowers và chắc chắn về tội danh của anh) và điều tra viên John Johnson (người dẫn đầu cuộc điều tra vụ án tại Tardy Furniture).
Những tập đầu tiên, APM tập trung xem xét tính thuyết phục của bằng chứng do văn biện lý quận đưa ra trong suốt sáu vụ xét xử. Ba bằng chứng họ coi là mang tính quyết định và xuất hiện tại tất cả phiên tòa là: tuyến đường giả tưởng mà Curtis được cho là đã đi ngày diễn ra vụ án máng, khẩu súng được cho là hung khí của vụ án, và lời khai của những tù nhân ở chung với Curtis rằng anh ta đã thú tội với họ.
Trong quá trình điều tra cho mùa 2, APM phát hiện ba điểm chính trong nỗ lực truy tố Flowers của văn phòng công tố viên:
- Khẳng định rằng Flowers là nghi can duy nhất trong vụ án tại Tardy Furniture. Trong tập thứ 10, APM tiết lộ rằng Evan đã che giấu thông tin về một nghi can khác, Willie James Hemphill, khỏi bên bào chữa. Luật sư của Flowers đã dẫn nguồn phát hiện này trong bản kháng án lên Tòa án Tối cao Mississippi năm 2018.[14]
- Dựa vao một nhân chứng quan trọng, Odell Hallmon, người trả lời với APM rằng lời khai anh nghe Flowers thú nhận đã giết người là sai sự thật.
- Nỗ lực của Evans để bồi thẩm đoàn chỉ toàn là hoặc hầu hết là người da trắng, và loại bỏ nhiều người Mỹ gốc Phi khỏi danh sách chọn lựa bồi thẩm đoàn nhất có thể. Đây là khía cạnh mà Tòa án Tối cao Hoa Kỳ sử dụng trong phán quyết tháng 6 năm 2019 để xóa bỏ bản án của Flowers.[11]

Ngoài việc điều tra trong việc xét xử Curtis Flowers, mùa 2 của In the Dark cũng nói về cuộc sống của những người xoay quanh vụ án, đặc biệt là gia đình của Curtis. Những câu chuyện trong quá khứ phản ánh vấn đề màu da tại Winona, thị trấn với khoảng một nửa dân số là người da đen, và bắc Mississippi cũng được thảo luận.

## Danh sách các tập

### Mùa 1
Ngày phát hành dự kiến cho hai tập đầu tiên của In the Dark mùa 1 là ngày 13 tháng 9 năm 2016. Những diễn biến mới, cụ thể là lời thú tội của Danny Heinrich trong vụ án của Jacob Wetterling khiến APM quay lại hai tập đó và phát hành ngày 7 tháng 9, sớm hơn sáu ngày so với ban đầu. Tập thứ ba được phát hành vào ngày 13 tháng 7, sau đó các tập được lên sóng mỗi thứ ba đến ngày 25 tháng 10. Những tập tiếp theo về diễn biến mới trong vụ việc được phát hành vào tháng 12 năm 2016 và tháng 9 năm 2018.
| TT. | Tiêu đề                                    | Thời lượng (phút:giây) | Ngày phát hành gốc   |
| --- | ------------------------------------------ | ---------------------- | -------------------- |
| 1 | "The Crime"                                | 34:46                  | 7 tháng 9 năm 2016   |
| Giới thiệu về vụ bắt cóc Jacob Wetterling, diễn ra vào một đêm tháng 10 năm 1989. |                                            |                        |                      |
| 2 | "The Circle"                               | 38:29                  | 7 tháng 9 năm 2016   |
| Đội ngũ cảnh sát thay vì tìm kiếm trong khu vực, đã bắt đầu nỗ lực tìm kiếm quy mô lớn nhất lúc bấy giờ. |                                            |                        |                      |
| 3 | "The One Who Got Away"                     | 44:49                  | 13 tháng 9 năm 2016  |
| Jared Scheierl nhớ lại lần bị cưỡng hiếp bởi Danny Heinrich vào tháng 1 năm 1989, cũng như nỗ lực của anh để điều tra vụ việc. |                                            |                        |                      |
| 4 | "The Circus"                               | 36:34                  | 20 tháng 9 năm 2016  |
| Vụ án Wetterling thu hút sự quan tâm trên toàn Hoa Kỳ, với mọi người từ nhà báo đến dẫn chương trình và nhà ngoại cảm liên quan, gây ra nhiều hệ lụy khác nhau cho cuộc điều tra. |                                            |                        |                      |
| 5 | "Person of Interest"                       | 47:30                  | 27 tháng 9 năm 2016  |
| Hai mươi mốt năm sau khi Jacob biến mất, cảnh sát nói giáo viên âm nhạc Dan Rassier là một nhân vật tình nghi; không có bằng chứng rõ ràng nào được đưa ra, và vụ việc ảnh hưởng xấu đến Rassier.                                                                                                  |                                            |                        |                      |
| 6 | "Stranger Danger"                          | 36:47                  | 4 tháng 10 năm 2016  |
| Một cái nhìn về cách vụ Wetterling, và những vụ án khác trước và sau đó, làm cả nước lo sợ về "kẻ ấu dâm khắp mọi ngõ ngách", dẫn đến sự thiết lập danh sách phạm nhân tình dục mà Patty Wetterling cho là đã đi quá đà.                                                                           |                                            |                        |                      |
| 7 | "This Quiet Place"                         | 40:34                  | 11 tháng 10 năm 2016 |
| Sự "thiếu trách nhiệm và xem xét" dẫn đến vài vụ án chưa được giải quyết bởi Văn phòng Cảnh sát trưởng Quận Stearns, bao gồm những vụ diễn ra trước sự biến mất của Jacob đã được giải quyết bởi điều tra viên của bang.                                                                           |                                            |                        |                      |
| 8 | "What's Going On Down There?"              | 46:06                  | 18 tháng 10 năm 2016 |
| Trách nhiệm của Văn phòng Cảnh sát trưởng Quận Stearns và các quận khác trên toàn quốc, khi quận Stearns có tỉ lệ phá án rất thấp trong những vụ nghiêm trọng như giết người. |                                            |                        |                      |
| 9 | "The Truth"                                | 42:00                  | 25 tháng 10 năm 2016 |
| Tiểu sử về Danny Heinrich và cách mà những hành vi sai trái của Văn phòng Cảnh sát trưởng quận Stearns giúp anh được thả — để rồi thực hiện những tội ác khác. |                                            |                        |                      |
| 10 | "Update: Sentencing, A Demand, No Closure" | 36:36                  | 2 tháng 12 năm 2016  |
| Madeleine Baran kể lại bản cáo trạng và tuyên án của Danny Heinrich, ói chuyện cùng cha mẹ của Jacob, Jerry và Patty Wetterling. Dan Rassier dự định kiện Văn phòng Cảnh sát trưởng Quận Stearns vì những liên can sai trái trong vụ Wetterling.                                                   |                                            |                        |                      |
| 11 | "Season 1 Update: The Wetterling File"     | 28:05                  | 21 tháng 9 năm 2018  |
| Tập cập nhật này được phát hành một ngày sau khi hồ sơ của vụ Wetterling (dài hơn 41.000 trang) được công khai bởi quận Stearns. Cảnh sát trưởng Don Gudmundson, nhậm chức tháng 5 năm 2017, thừa nhận trong một buổi họp báo rằng "Tất cả chúng tôi đã thất bại [trong việc thi hành pháp luật]". |                                            |                        |                      |

### Mùa 2
Mùa 2 của In the Dark bắt đầu ngày 1 tháng 5 năm 2018 với hai tập đầu tiên, các tập sau đó được phát hành mỗi thứ ba đến ngày 3 tháng 7 năm 2018. Sau vài tập cập nhật tiếp sau đó, với việc Tòa án Tối cao Hoa Kỳ nhận đơn kháng án của Flowers, APM phát sóng thêm 7 tập mới từ ngày 19 tháng 3 năm 2019. Tập gần nhất được phát hành vào tháng 1 năm 2020.
| TT. | Tiêu đề                                   | Thời lượng (giờ:phút:giây) | Ngày phát hành gốc   |
| --- | ----------------------------------------- | -------------------------- | -------------------- |
| 1 | "ngày 16 tháng 7 năm 1996"                | 42:22                      | 1 tháng 5 năm 2018   |
| Cái nhìn sơ bộ về vụ giết người tại Tardy Furniture, tiểu sử của Curtis Flowers, và vụ xét xử đầu tiên của anh. |                                           |                            |                      |
| 2 | "The Route"                               | 52:39                      | 1 tháng 5 năm 2018   |
| Nói chuyện với những nhân chứng khai là thấy Flowers đi lại trong Winona vào buổi sáng vụ án mạng, và lý do lời khai của họ không thống nhất hay sai lệch trong những chi tiết quan trọng. |                                           |                            |                      |
| 3 | "The Gun"                                 | 47:03                      | 8 tháng 5 năm 2018   |
| Câu chuyện về khẩu súng bị trộm mà các điều tra viên cho là đã được dùng trong vụ án mạng — ngay cả khi hung khí chưa bao giờ được tìm thấy và bằng chứng đạn dược không chắc chắn. |                                           |                            |                      |
| 4 | "The Confessions"                         | 52:55                      | 15 tháng 5 năm 2018  |
| Ba tù nhân khẳng định họ nghe thấy Flowers thú nhận đã thực hiện vụ án mạng, sự thật trong câu chuyện của họ, và liệu cảnh sát có ảnh hưởng gì trong lời khai của họ. |                                           |                            |                      |
| 5 | "Privilege"                               | 48:14                      | 22 tháng 5 năm 2018  |
| Madeleine tập trung vào Odell Hallmon, một tội phạm lâu năm và là nhân chứng tù giam mà công tố viên phụ thuộc vào nhiều nhất. Sự sốt sắng của Doug Evans trong việc Hallmon làm nhân chứng chống lại Flowers giúp Hallmon không phải vào tù và trở thành một "con quái vật". |                                           |                            |                      |
| 6 | "Punishment"                              | 43:48                      | 29 tháng 5 năm 2018  |
| Trong khi nhận ba bản án tù chung thân không tha bổng do một vụ giết người năm 2016, Odell Hallmon liên hệ với APM và thú nhận rằng: Lời khai của anh trước tòa chống lại Flowers là một lời bịa đặt, và chỉ để D.A. Doug Evans giảm cáo trạng cho những tội khác của anh. Podcast nói về tiến trình kháng án của Flowers, cũng như tác động tinh thần mà gia đình và bạn bè anh phải gánh chịu.                                                 |                                           |                            |                      |
| 7 | "The Trials of Curtis Flowers"            | 1:01:08                    | 5 tháng 6 năm 2018   |
| Khi tìm hiểu về bồi thẩm đoàn trong những phiên tòa của Curtis, một quy luật xuất hiện: bồi thẩm đoàn kết tội Flowers không có hoặc chỉ có duy nhất một người da màu, do DA Doug Evans dùng quyền lợi của mình để đưa nhiều người da trắng nhất có thể vào bồi thẩm đoàn. Đồng thời là câu chuyện về James Bibbs, một bồi thẩm viên da đen trong phiên tòa thứ năm, người duy nhất không kết tội Flowers và khiến chính anh bị buộc tội bội thề. |                                           |                            |                      |
| 8 | "The D.A."                                | 1:01:30                    | 12 tháng 6 năm 2018  |
| Trước buổi phỏng vấn ngắn của Madeleine Baran với DA Doug Evans (người vẫn luôn giữ vững quan điểm Flowers có tội), tiểu sử của Evans và quá trình anh trở thành biện lý quận được xem xét, cũng như việc loại bỏ người da đen khỏi bồi thẩm đoàn của văn phòng công tố quận diễn ra ngay cả trong những vụ xét xử không liên quan đến Flowers.                                                                                                  |                                           |                            |                      |
| 9 | "Why Curtis?"                             | 56:32                      | 19 tháng 6 năm 2018  |
| Tại sao cuộc điều tra của Doug Evans tập trung vào mỗi Flowers? Cái nhìn về hồ sơ của John Johnson cho thấy một vụ điều tra dựa trên những ác cảm của nhân viên Tardy Furniture dành cho Flowers, xuất phát từ một vụ làm hỏng pin xe golf, thất bại trong việc ghi âm Flowers, và ghi chú lời khai không chính xác hoặc hoàn toàn bịa đặt. |                                           |                            |                      |
| 10 | "Discovery"                               | 1:04:04                    | 26 tháng 6 năm 2018  |
| Bên công tố giấu bằng chứng có lợi cho Flowers khỏi luật sư của anh. Sau khi lục tung hồ sơ của quận trong một nhà kho cũ, APM phát hiện một người khác đã bị tra hỏi trong vụ án tại Tardy Furniture. Người đàn ông tên Willie James Hemphill khẳng định với APM rằng cảnh sát coi anh là một nghi phạm và thu thập vài bằng chứng từ anh. |                                           |                            |                      |
| 11 | "The End"                                 | 35:22                      | 3 tháng 7 năm 2018   |
| Người dân Winona Jeffrey Armstrong tiết lộ hai chi tiết có thể chỉ đến nghi phạm khác ngoài Flowers: một khẩu súng giống với khẩu được dùng tại Tardy Furniture anh phát hiện và nộp cho cảnh sát năm 2001, và con đường cửa hàng đến nơi khẩu súng được tìm thấy đối diện với con đường mà Curtis được cho là đã đi. Cập nhật về tình hình kháng án của Curtis và suy nghĩ của bố mẹ anh.                                                       |                                           |                            |                      |
| 12 | "Season 2 Update: Back to Winona"         | 33:43                      | 18 tháng 9 năm 2018  |
| Hai tháng sau đó, nhiều chuyện đã xảy ra: vụ điều tra của APM thu hút sự chú ý của Winona, với ý kiến phân biệt rạch ròi theo màu da. Jeffrey Armstrong và gia đình phải trú ẩn do nhận được nhiều đe dọa sau tiết lộ ở tập 11. Doug Evans vẫn chưa bị kỉ luật, nhưng đã có một số khiếu nại về hành vị của ông. Curtis Flowers vẫn đang bị giam giữ, không được tham dự đám tang của mẹ anh.                                                    |                                           |                            |                      |
| 13 | "Season 2 Update: SCOTUS Takes the Case"  | 9:50                       | 2 tháng 11 năm 2018  |
| Một cập nhật nhanh về tình hình của vụ xét xử: Tòa án Tối cao Hoa Kỳ đã chấp nhận writ of certiorari (lệnh chuyển hồ sơ lên tòa cấp trên) của Flowers và sẽ nghe tranh luận từ hai bên để ra phán quyết. |                                           |                            |                      |
| 14 | "Season 2 Update: Q&A + A Fire in Winona" | 1:04:59                    | 27 tháng 11 năm 2018 |
| Madeleine Baran và nhà sản xuất Samara Freemark trả lời câu hỏi của người nghe về vụ xét xử Flowers. Nhà của Mục sư Nelson Forrest, người phát biểu tại đám tang của mẹ Curtis, bị đốt bốn ngày sau; vụ việc được vài người coi là để trừng phạt sự thẳng thắn của Forrest về việc Curtis vô tội. |                                           |                            |                      |
| 15 | "Before the Court"                        | 40:55                      | 19 tháng 3 năm 2019  |
| Tổng quan tình hình trước buổi tranh luận miệng tại Tòa án Tối cao Hoa Kỳ và cái nhìn vào những cáo buộc trung tâm của bản kháng án: Doug Evans cố gắng loại bỏ người Mỹ gốc Phi khỏi bồi thẩm đoàn trong phiên tòa thứ sáu. |                                           |                            |                      |
| 16 | "Oral Arguments"                          | 47:06                      | 26 tháng 3 năm 2019  |
| Buổi tranh luận miệng trước Tòa án Tối cao Hoa Kỳ và phân tích về phản ứng của các thẩm phán trước những tranh luận của hai bên. |                                           |                            |                      |
| 17 | "The Decision"                            | 15:04                      | 21 tháng 6 năm 2019  |
| Cập nhật vài giờ sau khi Tòa án Tối cao Hoa Kỳ quyết định đảo ngược tội trạng của Curtis (với lý do bên công tố vi phạm trong việc loại bỏ người da đen), và thảo luận về những hệ quả và khả năng sắp tới. |                                           |                            |                      |
| 18 | "Revelations"                             | 56:16                      | 2 tháng 7 năm 2019   |
| Những diễn biến mới từ sau phán quyết của Tòa án Tối cao, bao gồm một nhân chứng quan trọng rút lại lời khai và vị trí của Willie James Hemphill vào sáng diễn ra vụ án mạng. |                                           |                            |                      |
| 19 | "A Hearing"                               | 47:51                      | 16 tháng 12 năm 2019 |
| Tóm tắt phiên tòa quyết định cho Flowers tại ngoại, 23 năm sau khi bị giam giữ vì vụ án tại Tardy Furniture. |                                           |                            |                      |
| 20 | "Home"                                    | 42:27                      | 22 tháng 12 năm 2019 |
| Niềm vui đoàn tụ cùng gia đình khi Curtis trở về dịp Giáng sinh. Sự thay đổi của vị thẩm phán cho Curtis tại ngoại — người cũng chủ tọa hai phiên tòa gần đây nhất của anh. |                                           |                            |                      |
| 21 | "The Recusal"                             | 18:00                      | 6 tháng 1 năm 2020   |
| Chuyện gì sẽ xảy ra tiếp theo khi ủy viên công tố quận Doug Evans tự nguyện rút lui khỏi vụ án của Flowers. |                                           |                            |                      |

### Báo cáo Đặc biệt: Coronavirus ở vùng Đồng bằng
Mùa xuân năm 2020, In the Dark quay lại Mississippi để thực hiện một báo cáo đặc biệt. Thay vì tập trung vào các chủ đề tội phạm hay pháp lý, loạt tập đặc biệt xém xét tác động của đại dịch COVID-19 lên nông thôn nước Mỹ, cụ thể là vùng Đồng bằng Mississippi. Báo cáo đặc biệt gồm sáu tập, được phát hành giữa tháng 4 và tháng 6 năm 2020.
| TT. | Tiêu đề           | Thời lượng (phút:giây) | Ngày phát hành gốc  |
| --- | ----------------- | ---------------------- | ------------------- |
| 1 | "Greenville"      | 40:47                  | 30 tháng 4 năm 2020 |
| Thống đốc Greenville ra lệnh cấm các dịch vụ nhà thờ drive-in, dấy lên sự phản đối của hai mục sư Báp-tít và một cơn bão trong truyền thông cánh hữu.                                        |                   |                        |                     |
| 2 | "Parchman"        | 30:31                  | 6 tháng 5 năm 2020  |
| Một cái nhìn về COVID-19 thông qua lăng kính của những tù nhân tại Nhà tù Tiểu bang Mississippi (thường gọi là Parchman), nơi họ không thể tự cách ly để ngăn chặn đà lây lan của dịch bệnh. |                   |                        |                     |
| 3 | "The Hospital"    | 29:33                  | 14 tháng 5 năm 2020 |
| Nhân viên của Bệnh viện Leflore thuộc Greenwood chuẩn bị cho đại dịch và tiếp quản bệnh nhân. Thế rồi một trong số họ nhiễm virus.                                                           |                   |                        |                     |
| 4 | "Watermelon Slim" | 20:58                  | 21 tháng 5 năm 2020 |
| Bill Homans, thường được biết với tên gọi Watermelon Slim, xem xét ảnh hưởng của đại dịch lên cuộc sống của anh và những người xung quanh.                                                   |                   |                        |                     |
| 5 | "Geno"            | 32:59                  | 28 tháng 5 năm 2020 |
| Nhằm phòng chống sự lây lan virus, một thẩm phán ở Indianola ra lệnh thả tất cả những tù nhân trong nhà tù địa phương — trừ Geno McShane, người bị bắt vì tội ăn cướp vặt.                   |                   |                        |                     |
| 6 | "Delta State"     | 29:46                  | 11 tháng 6 năm 2020 |
| Các cầu thủ bóng bầu dục của Đại học Delta State cố gắng chống cự và giữ vững tinh thần trong một mùa giải bị ảnh hưởng nặng nề bởi đại dịch COVID-19.                                       |                   |                        |                     |

## Phản hồi
In the Dark nhận được nhiều đánh giá tính cực của các trang báo, đặc biệt là về hướng tiếp cận mới lạ với thể loại tội phạm có thật. Emily VanDerWerff viết cho Vox rằng "Điều đáng kinh ngạc là câu chuyện của Baran và APM đã xoáy vào cách mà cơ quan chức năng bỏ qua kẻ giết người ngay trước mắt họ". Steve Greene viết cho tờ IndieWire, "Thay vì thu thập chứng cứ để ủng hộ một giả thuyết duy nhất, mùa hai của podcast này đang đi theo hướng ngược lại. Họ mổ xẻ lý lẽ của công tố viên, tìm những lỗ hổng trong logic hay chi tiết không thể chối cãi mà có thể chống lại cả hai bên". Greene nói thêm, '"In the Dark" có thể không có tất cả câu trả lời, nhưng theo nhiều cách, nó tốt hơn nhiều một podcast giả vờ như thế".
Tờ Vulture gọi In the Dark, cụ thể là mùa 2, là một trong những podcast hay nhất năm 2018. Nicholas Quah viết cho Vulture, "Với sự chính xác của một con dao mổ, In the Dark là ví dụ hoàn hảo của thể loại podcast hình sự. Trọng tâm sâu, nhưng tầm bao quát thì rộng. Quá trình điều tra thận trọng, quy củ, chặt chẽ", và kết luận rằng "In the Dark làm một điều dũng cảm trong thời đại ngày nay: Nó nhìn vào sự thật".

## Giải thưởng
In the Dark được trao Giải Peabody mùa xuân năm 2017, với ban tổ chức giải khen ngợi chương trình cho "tài năng kể chuyện và sự chính xác không tì vết" trong việc điều tra quá trình điều tra vụ án Jacob Wetterling cũng như mặt con người của vụ việc và những hệ quả của chính sách được tiếp cận theo một cách "sắc sảo và khéo léo".
Năm 2018, Madeleine Baran và Samara Freemark được Đại học Long Island, New York trao tặng giải thưởng George Polk về Báo chí cho In the Dark: Mùa 2 trong hạng mục podcast.